# Campylopus sordidus
Campylopus sordidus là một loài rêu trong họ Dicranaceae. Loài này được Wilson ex Mitt. A. Jaeger mô tả khoa học đầu tiên năm 1872.